# Allan Robertson
Allan Robertson (Saint Andrews, Escocia, 11 de septiembre de 1815 - 1 de septiembre de 1859) fue uno de los más famosos golfistas del siglo XIX y el primer profesional de este deporte. Procedía de una familia de golfistas, caddies (ayudantes de jugadores) y fabricantes de palos de golf. Se le considera el mejor golfista entre 1840 y 1845, incluso después de que las familias Park y Morris entraran en escena.

## Biografía
Robertson fue el primero en conseguir una puntuación inferior a 80 golpes en el Old Course de St Andrews, y se dice que nunca fue vencido cuando jugaba por dinero, en aquella época una de las principales fuentes de ingresos para los jugadores profesionales. También jugaba en pareja con Tom Morris Sr., otro de los jugadores legendarios del siglo XIX. Con éste tenía una manufactura de bolas de golf, entonces muy caras, que las exportaban a todo el mundo. Dicha manufactura había sido fundada por su abuelo, al que sucedió su padre, hasta que al final la heredó. Hoy en día las bolas con el sello de Robertson son muy codiciadas por los coleccionistas. 
La amistad con Morris se quebró cuando se introdujeron las bolas de gutapercha, un tipo nuevo y más barato de bola. Robertson se manifestó contrario al nuevo modelo, por considerarlo un competidor de su técnica tradicional. En cambio Morris apostó por la moderna bola de gutapercha, que revolucionaría este deporte, y fundó su propia manufactura. A la larga se impuso este tipo de bola y Robertson tuvo que cerrar el negocio.
Robertson murió en 1859 a consecuencia de una ictericia. El Royal and Ancient Golf Club of St Andrews (R&A) dio un comunicado con motivo de su fallecimiento y organizó una colecta anual en favor de su viuda. El retrato de Robertson figura en la galería de este club. Al año siguiente de la muerte de Robertson, el R&A organizó en su honor el 17 de octubre de 1860 en Prestwick  el primer British Open, uno de los cuatro torneos de golf más importantes, llamados "majors". El campo de golf de Carnoustie en Escocia fue diseñado por Robertson en 1850. Allan Robertson fue admitido en 2001 en el Salón de la Fama del Golf Mundial, el mayor honor que puede recibir un golfista.